# Liste von Krankenhäusern in der Städteregion Aachen
Diese Liste der Krankenhäuser in der Städteregion Aachen führt alle aktuellen Plankrankenhäuser und sonstigen Krankenhäuser in der Städteregion Aachen, Nordrhein-Westfalen, auf.

## Liste
| Name                                  | Lage       | Eröffnung             | Bemerkungen | Bild |
| ------------------------------------- | ---------- | --------------------- | --- | ---- |
| Alexianer-Krankenhaus Aachen          | Aachen     | Mitte 17. Jahrhundert | Träger: Alexianer GmbH |      |
| Aachener Augenheilanstalt             | Aachen     | 1888                  | 1935 in das städtische Elisabeth-Krankenhaus in der Goethestraße eingegliedert.                                                                                |      |
| Elisabeth-Krankenhaus                 | Aachen     | 1923                  | 1961 übergegangen in das Universitätsklinikum Aachen |      |
| Krankenhaus Forst                     | Aachen     | 1901                  | 1976 geschlossen und 1978 in das Altenheim „Haus Margarethe“ umgewandelt.                                                                                      |      |
| Luisenhospital Aachen                 | Aachen     | 1867                  | Träger: Evangelischer Krankenhausverein zu Aachen von 1867 |      |
| Marienhospital Aachen                 | Aachen     | 1853                  | Träger: Katholische Stiftung Marienhospital Aachen |      |
| Uniklinik RWTH Aachen – Franziskus    | Aachen     | 1901                  | Träger: Universitätsklinikum Aachen ÄÖR |      |
| Universitätsklinikum Aachen           | Aachen     | 1966                  | 1966 hervorgegangen aus den Städtischen Krankenanstalten (Elisabeth-Krankenhaus); 1982 Neubau auf Aachen-Melaten                                               |      |
| Parkklinik Röhe                       | Eschweiler | 1996                  | Seit 2007 zur Privatklinik Eschweiler umgewandelt. |      |
| St.-Antonius-Hospital Eschweiler      | Eschweiler | 1850                  | Träger: Stiftung Katholische Kirchengemeinde St. Peter und Paul Eschweiler                                                                                     |      |
| Eifelklinik St. Brigida               | Simmerath  | 1909                  | Träger: Eifelklinik St. Brigida GmbH & Co. KG |      |
| Bethlehem Gesundheitszentrum Stolberg | Stolberg   | 1863                  | Träger Alexianer GmbH. |      |
| Rhein-Maas Klinikum                   | Würselen   | 2001                  | Trägerschaft: 50 % Städteregion Aachen, 50 % Knappschaft; zwei Standorte hervorgegangen aus Knappschaftskrankenhaus Bardenberg und Kreiskrankenhaus Marienhöhe |      |
| Knappschaftskrankenhaus Bardenberg    | Würselen   | 1856                  | Neubau 1904; Seit 2001 Rhein-Maas Klinikum. |      |
| Kreiskrankenhaus Marienhöhe           | Würselen   | 1967                  | Seit 2001 Rhein-Maas Klinikum. |      |